# Pierce-Arrow R

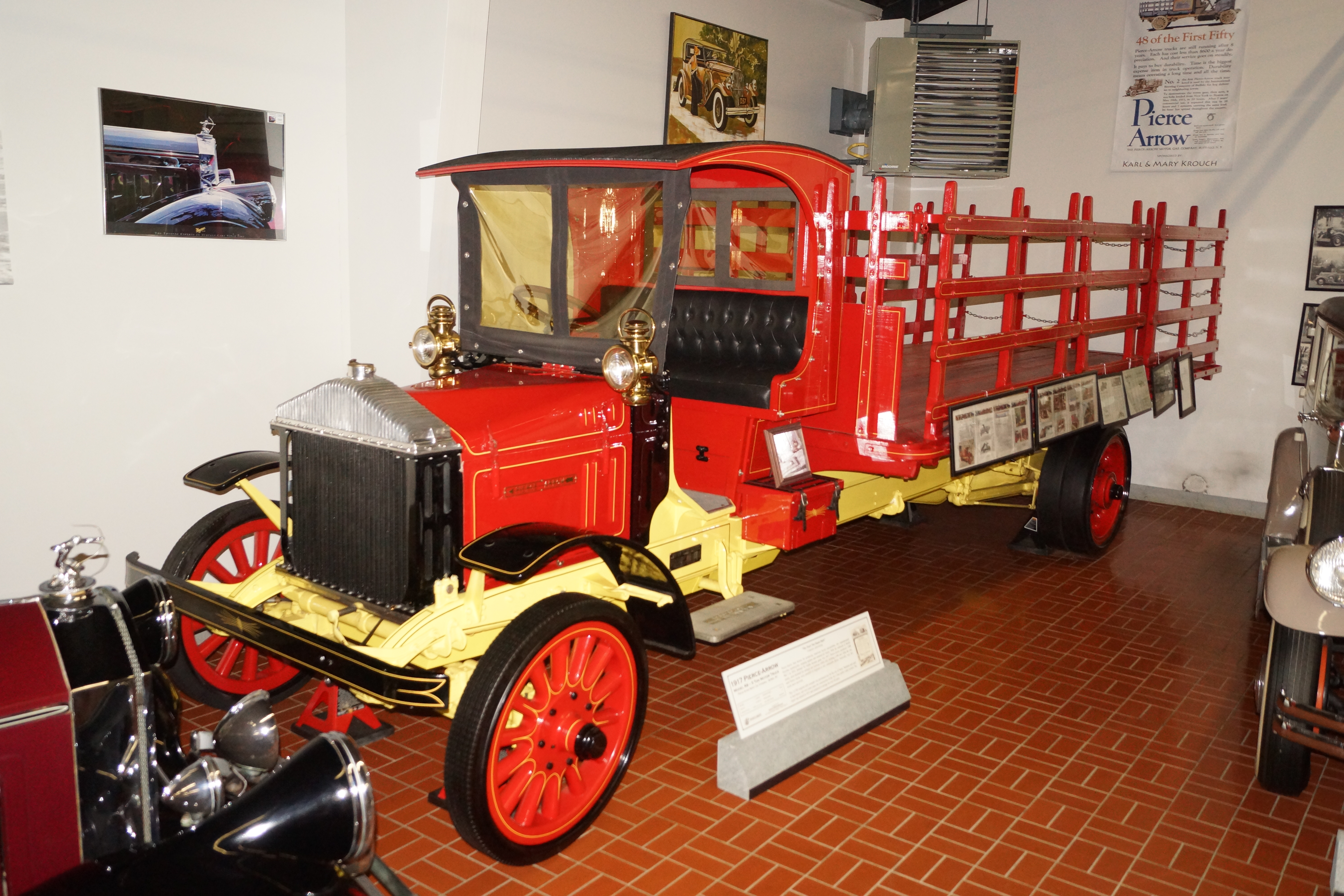
Pierce-Arrow R-8 dans un musée.

Le Pierce-Arrow type R est un modèle de camion fabriqué par la firme américaine Pierce-Arrow de 1911 à 1922. Il est utilisé en très larges quantités par les Armées alliées pendant la Première Guerre mondiale.

## Historique
Le type R-1 sort en mai-juillet 1911. La nomenclature évolue avec les différentes modifications, jusqu'à R-8 en 1917, R-9 en 1918 et R-10 en 1920.

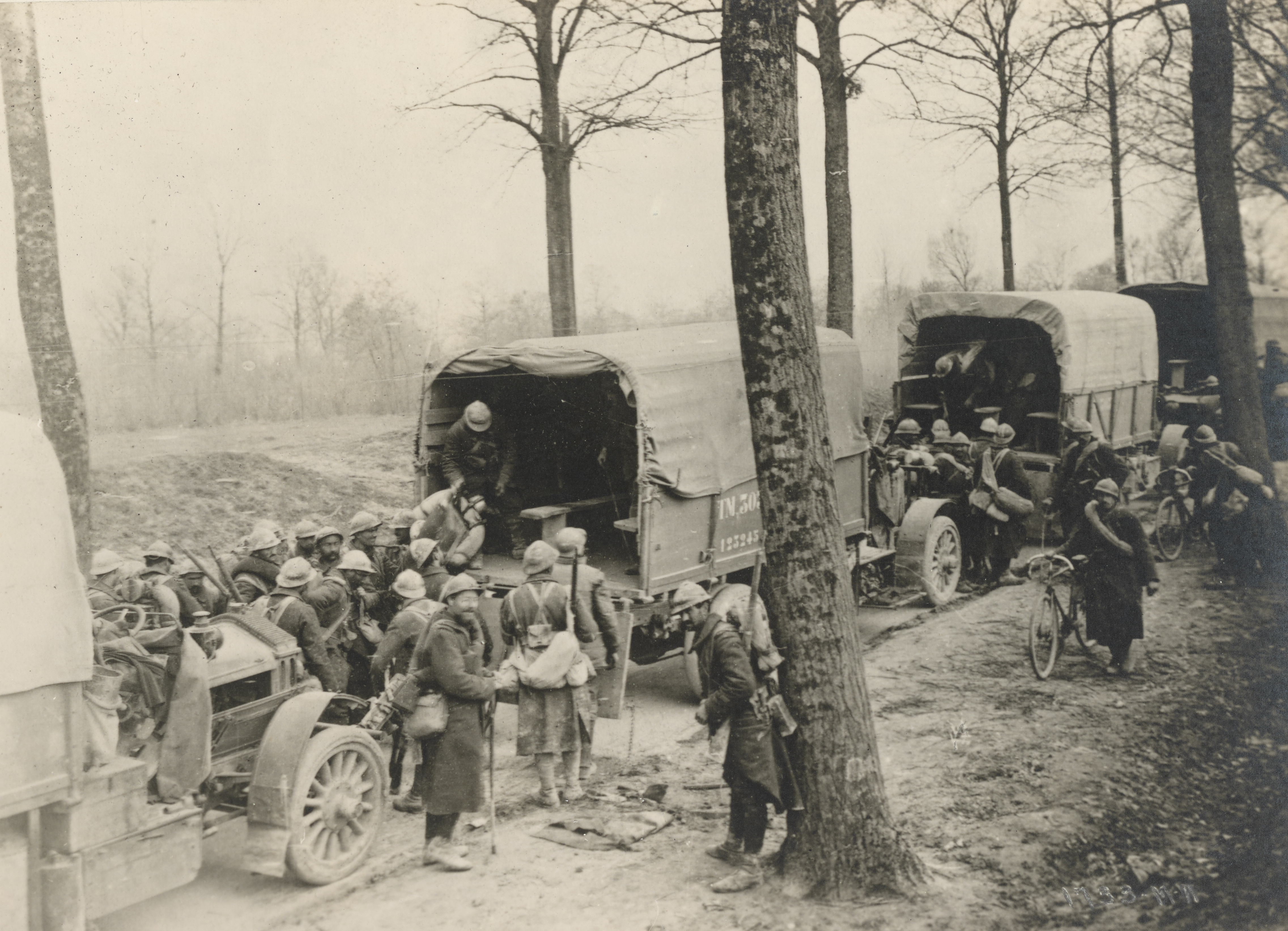
Pierce-Arrow R de l'Armée française en 1918.

Les Armées française, britannique et russe adoptent le type R en très grandes quantités : si seuls 800 type R sont produits entre 1911 et 1914, ce chiffre dépasse 19 000 entre 1914 et 1918. L'Armée américaine préfère le type X de 2 t de charge utile mais utilise néanmoins des camions type R.
La production du type R se poursuit jusqu'en 1929 grâce à l'excellente réputation de ce modèle.
Les Pierce-Arrow type R-8 et R-9 de 1918 sont toujours en service dans l'Armée française de 1940, servant pendant la bataille de France dans l'artillerie portée,.

## Conception
Le type R est, dès 1911, doté d'une transmission par vis sans fin,.